# Matilde Ucelay
Matilde Ucelay Maortua (Madrid, 1912-Madrid, 24 de noviembre de 2008) fue la primera arquitecta titulada española y Premio Nacional de Arquitectura de España en su edición de 2004, concedido en 2006.

## Biografía
Hija mayor del matrimonio formado por el abogado Enrique Ucelay Sanz y por Pura Maortua Lombera. Sus hermanas fueron Luz, Margarita (madre del historiador Enric Ucelay-Da Cal) y Carmen Ucelay. Pura Maortua, que era gran amiga de Federico García Lorca, perteneció al Lyceum Club Femenino y fue fundadora de la compañía de teatro Anfistora.
Ucelay estudió bachillerato en el Instituto Escuela con excelentes calificaciones académicas, además de la carrera de piano. En 1931 ingresó en la Escuela de Arquitectura de la Universidad de Madrid junto con Lali Úrcula, que no acabó la carrera, y Cristina Gonzalo. Matilde Ucelay realizó dos cursos en uno junto con Fernando Chueca Goitia por lo que acabó la carrera un año antes de lo previsto. En sus primeros años de estudiante fue miembro activo de la Federación Universitaria Escolar (FUE). Terminó la carrera en junio de 1936.
El 10 de julio de 1936 en el Hotel Nacional sus compañeros y amigos le rindieron un homenaje como primera licenciada en arquitectura de España en un acto en el que estuvo presente el también arquitecto Amós Salvador Carreras, que había sido poco antes Ministro de Gobernación. A este homenaje asistieron importantes figuras de la época, como el arquitecto Teodoro de Anasagasti. En 1936 fue la única mujer miembro de la Junta de Gobierno del Colegio Oficial de Arquitectos de Madrid, en la que ejerció el cargo de secretaria desde el mes de agosto hasta el mes de octubre o quizás noviembre, fecha en la que se trasladó con su familia a Valencia. En aquel momento a su padre se le había gangrenado una pierna y había recibido amenazas con lo que la permanencia en Madrid se hacía peligrosa y la familia decidió trasladarse a la ciudad levantina.
En enero de 1937 se casó en Valencia con José Ruiz Castillo, abogado y funcionario del Ministerio de Agricultura, miembro de una conocida familia de editores madrileños. Su padre era el dueño de Biblioteca Nueva, cuya dirección heredó el marido de Ucelay. El matrimonio tuvo dos hijos: José Enrique y Javier.
Una vez finalizada la guerra civil española y como consecuencia de su participación en la Junta de Gobierno del Colegio de Arquitectos de Madrid en 1936, fue juzgada varias veces en consejo de guerra y depurada profesionalmente por la Dirección General de Arquitectura, acusada de "auxilio a la rebelión". En el juicio presentaron testimonio a su favor numerosas personas, entre otros el odontólogo Alberto Díaz. Fue sentenciada el 9 de julio de 1942 a inhabilitación a perpetuidad para cargos públicos, directivos y de confianza, con prohibición para el ejercicio privado de la profesión durante cinco años e indemnización de 30 000 pesetas. El título obtenido en 1936 no le fue expedido oficialmente hasta el año 1946.
En la década de 1950 su candidatura a la junta directiva de la Asociación de Mujeres Universitarias, de la que fue fundadora con el carnet número siete, fue vetada por las autoridades franquistas.
En 1998 la Asociación La Mujer Construye hizo un reconocimiento público de su figura por ser la primera mujer licenciada en arquitectura en España. En 2004, obtuvo el Premio Nacional de Arquitectura. Dos años después, participó en la Bienal de Venecia de Arquitectura en el pabellón España [f.] nosotras, las ciudades, representación de España en el evento.
Falleció en Madrid el 24 de noviembre de 2008. En 2018 todos los grupos municipales del Ayuntamiento de Madrid acordaron que un jardín del distrito de Chamberí llevara su nombre.

## Obras
A lo largo de una extensa vida profesional de cuatro décadas realizó alrededor de 120 proyectos entre los años 1940 y 1981. Los que realizó antes de 1945 no llevan su firma, sino las de amigos como Aurelio Botella, que firmó sus proyectos mientras ella estuvo inhabilitada. Sus principales clientes fueron personas de la alta burguesía madrileña, muchos de ellos extranjeros, y muchos de ellos mujeres. La casa Oswald, de 1953, le abrió las puertas de la alta sociedad. Se especializó en la arquitectura residencial de calidad, dirigida a una clientela de alto poder adquisitivo, grandes mansiones situadas muchas de ellas en las mejores zonas de la capital. Construyó también una casa en Nueva York para su hermana Margarita. Sus casas destacan por el cuidado en el detalle, la atención a la vida de las personas en ellas, y el prurito por dar la mejor respuesta arquitectónica a las necesidades del cliente.
- Casa Oswald, en Puerta de Hierro en Madrid.[15]
- Casa Bernstein.[17]
- Casa Marichalar.[18]
- Casa de Ortega Spottorno.[10]
- Casa Simone Ortega.[19]
- Casa Benítez de Lugo, en las Palmas de Gran Canaria.[20]
- Casa Ucelay en Long Island.
- Librerías Turner e Hispano-Argentina en Madrid.[3]

## Reconocimientos
En julio de 2018 la Asociación “Herstóricas. Historia, Mujeres y Género” y el Colectivo “Autoras de Cómic” crearon un proyecto de carácter cultural y educativo para visibilizar la aportación histórica de las mujeres en la sociedad y reflexionar sobre su ausencia consistente en un juego de cartas. Una de estas cartas está dedicada a Ucelay.